# NGC 1415
NGC 1415 (również IC 1983 lub PGC 13544) – galaktyka spiralna (S0-a), znajdująca się w gwiazdozbiorze Erydanu. Została odkryta 9 grudnia 1784 roku przez Williama Herschela. Galaktyka ta należy do gromady w Erydanie.